# Death Grips/Diskografie
Diese Diskografie ist eine Übersicht über die musikalischen Werke des US-amerikanischen experimentellen Hip-Hop-Trios Death Grips. Die Studioalben konnten sich bislang mehrfach in den Billboard 200 und deren Subcharts platzieren, das Debütalbum The Money Store gilt mittlerweile als moderner Klassiker. Nach einigen Selbstveröffentlichungen und Zerwürfnis mit Epic Records gründeten Death Grips 2013 in Kooperation mit Harvest Records das Label Third Worlds. Die Gruppe arbeitete bereits mit anderen Musikern und Künstlern wie Björk, Robert Pattinson und Andrew Adamson zusammen.

## Alben

### Studioalben
| Jahr | Titel              | Höchstplatzierung, Gesamtwochen, AuszeichnungChartsChartplatzierungen (Jahr, Titel, Platzierungen, Wochen, Auszeichnungen, Anmerkungen) | Anmerkungen |
| Jahr | Titel              | US | Anmerkungen |
| ---- | ------------------ | --- | --- |
| 2012 | The Money Store    | US130 (1 Wo.)US | Erstveröffentlichung: 15. April 2012 bei Epic Records Format: Download, CD, LP                                                            |
| 2012 | No Love Deep Web   | — | Erstveröffentlichung: 1. Oktober 2012 ohne Label, später Third Worlds/Harvest Records Format: Download, CD, LP                            |
| 2013 | Government Plates  | — | Erstveröffentlichung: 13. November 2013 ohne Label, später Third Worlds/Harvest Records Albumverkäufe: + 13.000 (US) Format: Download, LP |
| 2015 | The Powers That B  | US72 (1 Wo.)US | Erstveröffentlichung: 31. März 2015 bei Third Worlds/Harvest Records Albumverkäufe: + 22.000 (US) Format: Download, CD, LP                |
| 2016 | Bottomless Pit     | US193 (1 Wo.)US | Erstveröffentlichung: 6. Mai 2016 bei Third Worlds/Harvest Records Albumverkäufe: + 8.000 (US) Format: Download, CD, LP, Kassette         |
| 2018 | Year of the Snitch | US97 (1 Wo.)US | Erstveröffentlichung: 22. Juni 2018 bei Third Worlds/Harvest Records Format: Download, CD, LP                                             |

### Kompilationen
| Jahr | Titel                       | Anmerkungen                                                                         |
| ---- | --------------------------- | ----------------------------------------------------------------------------------- |
| 2016 | Fashion Week/Interview 2016 | Erstveröffentlichung: 25. November 2016 bei Third Worlds/Harvest Records Format: LP |

### Mixtapes
| Jahr | Titel      | Anmerkungen                                                             |
| ---- | ---------- | ----------------------------------------------------------------------- |
| 2011 | Exmilitary | Erstveröffentlichung: 26. April 2011 ohne Label Format: Streaming Audio |

### Instrumentalalben
| Jahr | Titel        | Anmerkungen                                                      |
| ---- | ------------ | ---------------------------------------------------------------- |
| 2015 | Fashion Week | Erstveröffentlichung: 4. Januar 2015 ohne Label Format: Download |

### EPs
| Jahr | Titel                                            | Anmerkungen                                                                          |
| ---- | ------------------------------------------------ | ------------------------------------------------------------------------------------ |
| 2011 | Death Grips                                      | Erstveröffentlichung: 8. März 2011 ohne Label Format: Download                       |
| 2016 | Interview 2016                                   | Erstveröffentlichung: 22. März 2016 ohne Label Format: Download                      |
| 2017 | Steroids (Crouching Tiger Hidden Gabber Megamix) | Erstveröffentlichung: 22. Mai 2017 bei Third Worlds/Harvest Records Format: Download |

## Singles

### Als Leadmusiker
| Jahr | Titel                     | Album                           |
| ---- | ------------------------- | ------------------------------- |
| 2011 | Full Moon (Death Classic) | Death Grips (EP)                |
| 2011 | Poser Killer/Fyrd Up      | Live from Death Valley (Single) |
| 2011 | Guillotine                | Exmilitary (EP)                 |
| 2012 | @deathgripz               |                                 |
| 2012 | True Vulture              |                                 |
| 2016 | More Than the Fairy       |                                 |
| 2018 | Streaky                   | Year of the Snitch              |
| 2018 | Black Paint               | Year of the Snitch              |
| 2018 | Flies                     | Year of the Snitch              |
| 2018 | Hahaha                    | Year of the Snitch              |
| 2018 | Dilemma                   | Year of the Snitch              |
| 2018 | Shitshow                  | Year of the Snitch              |

### Promotion-Singles
| Jahr | Titel               | Album             |
| ---- | ------------------- | ----------------- |
| 2012 | I’ve Seen Footage   | The Money Store   |
| 2013 | Birds               | Government Plates |
| 2014 | Inanimate Sensation | The Powers That B |
| 2015 | On GP               | The Powers That B |
| 2015 | The Powers That B   | The Powers That B |
| 2016 | Hot Head            | Bottomless Pit    |
| 2016 | Eh                  | Bottomless Pit    |
| 2016 | Trash               | Bottomless Pit    |

### Als Gastmusiker
| Jahr | Titel        | Interpret/Album         |
| ---- | ------------ | ----------------------- |
| 2014 | Fuck a Bitch | The Bug/Angels & Devils |

### Remixes
| Jahr | Titel                     | Album                           |
| ---- | ------------------------- | ------------------------------- |
| 2012 | Sacrifice (Björk)         | Bastards (Biophilia-Remixalbum) |
| 2012 | Thunderbolt (Björk)       | Bastards (Biophilia-Remixalbum) |
| 2013 | Firestarter (The Prodigy) |                                 |

## Musikvideos
| Jahr | Titel | Regisseur                  |
| ---- | --- | -------------------------- |
| 2011 | Full Moon (Death Classic) | Death Grips                |
| 2011 | Lord of the Game (feat. Mexican Girl)                                                                                            | Death Grips                |
| 2011 | Culture Shock | Death Grips                |
| 2011 | Guillotine (It Goes Yah) | Death Grips                |
| 2011 | Spread Eagle Cross the Block | Terroreyes                 |
| 2011 | Takyon (Death Yon) | Death Grips                |
| 2011 | Beware | Death Grips                |
| 2011 | Known for It | Death Grips                |
| 2012 | Blackjack |                            |
| 2012 | Get Got |                            |
| 2012 | The Fever (Aye Aye) |                            |
| 2012 | Hustle Bones | Death Grips                |
| 2012 | Double Helix | Death Grips                |
| 2012 | I’ve Seen Footage | WeAre From L.A.            |
| 2012 | World of Dogs |                            |
| 2012 | True Vulture | Galen Pehrson              |
| 2013 | Come Up and Get Me | Zach Hill & Stefan Burnett |
| 2013 | No Hands 1 |                            |
| 2013 | No Hands 2 |                            |
| 2013 | No Hands 3 |                            |
| 2013 | No Hands 4 |                            |
| 2013 | No Hands 5 |                            |
| 2013 | Lock Your Doors |                            |
| 2013 | You Might Think He Loves You for Your Money But I Know What He Really Loves You for It’s Your Brand New Leopard Skin Pillbox Hat |                            |
| 2013 | Anne Bonny |                            |
| 2013 | Two Heavens |                            |
| 2013 | This Is Violence Now (Don’t Get Me Wrong)                                                                                        |                            |
| 2013 | Birds |                            |
| 2013 | Feels Like a Wheel |                            |
| 2013 | I’m Overflow |                            |
| 2013 | Big House |                            |
| 2013 | Government Plates |                            |
| 2013 | Bootleg (Don’t Need Your Help)                                                                                                   |                            |
| 2013 | Whatever I Want (Fuck Who’s Watching)                                                                                            |                            |
| 2014 | No Love | Death Grips                |
| 2014 | Inanimate Sensation |                            |
| 2015 | On GP | Death Grips                |
| 2015 | I Break Mirrors with My Face in the United States                                                                                |                            |
| 2015 | The Powers That B |                            |
| 2016 | Interview 2016 | Sean Metelerkamp           |
| 2016 | Giving Bad People Good Ideas |                            |
| 2016 | Eh | Sean Metelerkamp           |
| 2018 | Streaky |                            |
| 2018 | Flies |                            |
| 2018 | Dilemma |                            |
| 2018 | Shitshow |                            |
| 2018 | Death Grips Is Online |                            |

## Statistik

### Chartauswertung
|                     | US    |
| ------------------- | ----- |
| Nummer-eins-Alben   | US—US |
| Top-10-Alben        | US—US |
| Alben in den Charts | US4US |